# Ua Pou
Ua Pou è un'isola dell'Oceano Pacifico. È per dimensione la terza dell'arcipelago delle Isole Marchesi, localizzata 50 km a Sud di Nuku Hiva.
Si estende su una superficie di 105 km², ed il suo punto più elevato è situato a 1232 m sul livello del mare, rappresentando anche la cima più alta di tutto l'arcipelago.
Nel 2002 possedeva una popolazione di 2 013 abitanti.